# Statskuppen i Irak 1941
Statskuppen i Irak 1941 (arabiska: ثورة رشيد عالي الكيلاني, Thawrah Rašīd ʿAlī al-Kaylānī) var en nationalistisk statskupp som ägde rum i Irak den 1 april 1941. Kuppen störtade den pro-brittiska regimen under kronprins Abd al-Ila'h och premiärministern Nuri al-Said och ersatte honom med Rashid Ali al-Gaylani som ny premiärminister.
Kuppen leddes av fyra irakiska nationalistiska generaler, kända som “Gyllene kvadraten”. De ville utnyttja kriget för att driva igenom full irakisk självständighet, utöver den begränsade självständighet som hade beviljats 1932. För att nå sitt mål samarbetade de med tysk underrättelsetjänst och tog emot militärt stöd från Nazityskland och fascistiska Italien. Regeringsskiftet ledde till att Storbritannien invaderade Irak och därefter ockuperade landet fram till 1947.

## Bakgrund och kupp
Mellan 1939 och 1941 styrdes Irak av en pro-brittisk regering ledd av kronprinsen Abd al-Ila'h och premiärminister Nuri as-Said. Den 5 september 1939, efter att andra världskriget brutit ut i Europa, bröt Irak sina diplomatiska förbindelser med Nazityskland. Samtidigt försökte Nuri balansera mellan sin nära relation med Storbritannien och sitt beroende av irakiska arméofficerare och ministrar som sympatiserade med Tyskland. Vid den här tiden hade Irak också blivit en tillflyktsort för palestinska arabledare som hade flytt från det brittiska Palestinamandatet efter det misslyckade arabiska upproret 1936–1939.
Bland de viktiga personer som anlände fanns Jerusalems stormufti, Haj Amin al-Husseini, den palestinsk-arabiska nationalistledaren för det misslyckade upproret. Gyllene kvadratens statskupp genomfördes den 1 april 1941. De störtade regeringen och förklarade Rashid Ali al-Gaylani som ny premiärminister. Den 2 maj samma år tvingades premiärminister Taha al-Hashimi att avgå, efter att kuppmakarna omringat det kungliga palatset i Bagdad.

## Brittiskt svar
Den 18 april, som svar på kuppen, skickade britterna den 20:e indiska infanteribrigaden till Basra. Från början kunde britterna använda de irakiska hjälptrupperna, särskilt de som fanns i al-Habbaniyya, samt delar av den brittiska styrkan som kallades Iraqforce. Den brittiska regeringen förklarade att invasionen av Irak var tillåten enligt 1930 års fördrag mellan Storbritannien och Irak.

### Belägringen av al-Habbaniyya
Under de följande dagarna skickade den nya irakiska regeringen stora markstyrkor till platån ovanför RAF Habbaniya –  Royal Air Force's stora flygbas vid Eufrat, cirka 80 kilometer väster om Bagdad. Styrkorna inkluderade en infanteribrigad, en artilleribrigad, tolv pansarbilar och flera stridsvagnar. När de anlände krävde irakierna att britterna inte fick flytta några trupper eller flygplan till eller från basen.
Britterna svarade först med att kräva att irakierna skulle lämna området. När deras ultimatum löpte ut tidigt på morgonen den 2 maj, gick de till anfall.
Basen försvarades av 96 lätt beväpnade flygplan, de flesta av dem träningsflyg eller äldre stridsflyg som hade byggts om för utbildningsbruk. Det fanns även en försvagad bataljon från King’s Own Royal Regiment (Lancaster), sex kompanier ur de irakiska hjälptrupperna (Iraq Levies), 18 pansarbilar och ett kompani RAF-personal. Totalt hade britterna omkring 2 200 man för att försvara basen. Den kungliga irakiska flygvapnet (Royal Iraqi Air Force), trots att de hade moderna flygplan från bland annat Storbritannien, Italien och USA, lyckades inte få kontroll över luftrummet. Redan den andra stridsdagen, den 3 maj, anlände fyra Blenheim-jaktbombplan som förstärkning.
Eftersom de brittiska styrkorna hade luftherravälde tvingades den irakiska armén dra sig tillbaka till Falluja. RAF anföll då irakiska flygbaser i Mosul och Rashid. Flygbasen i al-Habbaniyya hade i praktiken lyckats häva belägringen med egna resurser. Förstärkningar,  kallade ”Iraqforce”, anlände från två håll. Brittiska styrkor och soldater från Arablegionen kom i två kolonner (Habforce och Kingcol) genom öknen från Palestina ochTransjordanien. Samtidigt fortsatte indiska trupper att anlända tillBasra. Den irakiska armén drevs ut ur Fallujah och förföljdes hela vägen till Bagdad, som föll inom en vecka. Detta banade väg för att förmyndaren och den pro-brittiska regeringen kunde återinsättas, åtminstone formellt. Den brittiska militära ockupationen av Irak fortsatte fram till slutet av 1947.

## Tyskt och italienskt stöd för nationalisterna
Under kriget i Irak fick nationalisterna ett visst förstärkning från först Tyskland och sedan Italien. De flygplan som anlände målades i irakiska färger. Ett litet antal bombplan och tunga jaktplan från det tyska Luftwaffe  deltog i striderna, och några dagar senare anslöt sig även äldre dubbeldäckare från det italienska flygvapnet, Regia Aeronautica. Flygplanen utgick från Mosul mot både RAF-basen i al-Habbaniyya och de brittiska styrkor som ryckte in från Transjordanien, men insatserna hade mycket liten effekt.
De Vichy-franska myndigheterna i Syrien och Libanon hjälpte de axelmaktsallierade irakiska nationalisterna samt det tyska och italienska flygvapnet, bland annat genom att tillhandahålla flygfält för mellanlandning och tankning. Redan innan Irakfälttåget var över, började det brittiska flygvapnet att anfalla flygbaser i Syrien. Inom några veckor ledde dessa händelser till att brittiska och allierade styrkor invaderade det Vichy-styrda Syrien och Libanon i det som blev Syrien-Libanon-kampanjen.